# Fiat 2
Fiat Tipo 2 — легковой автомобиль, выпускавшийся компанией Fiat с 1910 по 1920 год.
На автомобиль устанавливался четырёхцилиндровый двигатель, объёмом 2815 куб. см, с диаметром цилиндра 80 мм, ходом поршня 140 мм и мощностью 20 л.с. при 1800 об/мин. Коэффициент сжатия в цилиндрах составлял 4.2:1. 
На модель Tipo 2 устанавливалась 4-ступенчатая коробка передач. 
Максимальная скорость составляла 70 км/ч, тормоз располагался на ведущем валу, а не в колёсах. Шасси (без кузова) весило 760 кг. Автомобиль оснащался магнето для работы фар.
Fiat Tipo 2 был первым автомобилем, официально поставляемым для нужд армии. Использовался во время итало-турецкой войны и позже, во время Первой мировой войны. Выпущено 1169 автомобилей.
В 1912 году был выпущен Tipo 2B. У модели была увеличена мощность двигателя, до 26-28 л. с. Выпущено 12 487 автомобилей.
Также выпускался Tipo 2B второй серии — выпущено 8862 автомобилей.
Всего выпущено 22 518 автомобилей Tipo 2 и Tipo 2B.